# Shun Kubo
Shun Kubo (* 8. April 1990 in Kyōto, Honshū, Kansai, Japan als 久保隼) ist ein japanischer Boxer im Superbantamgewicht und aktueller regulärer Weltmeister des Verbandes WBA (aktueller WBA-Superchampion im Superbantamgewicht ist der Kubaner Guillermo Rigondeaux).
Diesen Gürtel gewann Shun in Osaka in einem Kampf gegen Nehomar Cermeño am 9. April des Jahres 2017 durch dessen Aufgabe in der 11. Runde.
Shun ist Rechtsausleger und aktuell ungeschlagen.